# Júdásfafajok listája
A júdásfa (Cercis) a hüvelyesek (Fabales) rendjébe és a pillangósvirágúak (Fabaceae) családjába tartozó nemzetség.

## Rendszerezés
A nemzetségbe az alábbi 8 élő faj tartozik:
- kanadai júdásfa (Cercis canadensis) L.
- kínai júdásfa (Cercis chinensis) Bunge
- Cercis chingii Chun
- Cercis chuniana F.P.Metcalf
- Cercis glabra Pamp.
- Cercis griffithii Boiss.
- Cercis racemosa Oliv.
- közönséges júdásfa (Cercis siliquastrum) L. - típusfaj

A Wikifajok a fenti 8 élő faj mellett, egy kihalt kilencediket is ad, azonban nem forrásólja: Cercis cyclophylla.